# August 1997
Portal Geschichte | Portal Biografien | Aktuelle Ereignisse | Jahreskalender | Tagesartikel

◄ |
19. Jahrhundert |
20. Jahrhundert
| 21. Jahrhundert

◄ |
1960er |
1970er |
1980er |
1990er
| 2000er | 2010er | 2020er | ►

◄ |
1993 |
1994 |
1995 |
1996 |
1997
| 1998 | 1999 | 2000 | 2001 | ►

◄ |
Mai 1997 |
Juni 1997 |
Juli 1997 |
August 1997 |
September 1997 |
Oktober 1997 |
November 1997 |
►
Dieser Artikel behandelt aktuelle Nachrichten und Ereignisse im August 1997.

## Tagesgeschehen

### Freitag, 1. August 1997

Online-Shops gehören zu den Telediensten

- Bonn/Deutschland: In Deutschland tritt das Gesetz zur Regelung der Rahmenbedingungen für Informations- und Kommunikationsdienste in Kraft. Es umfasst z. B. das Teledienstegesetz, das u. a. die Haftung von Anbietern definiert, und es regelt den Datenschutz der Nutzer von Telediensten.[1]

### Sonntag, 3. August 1997

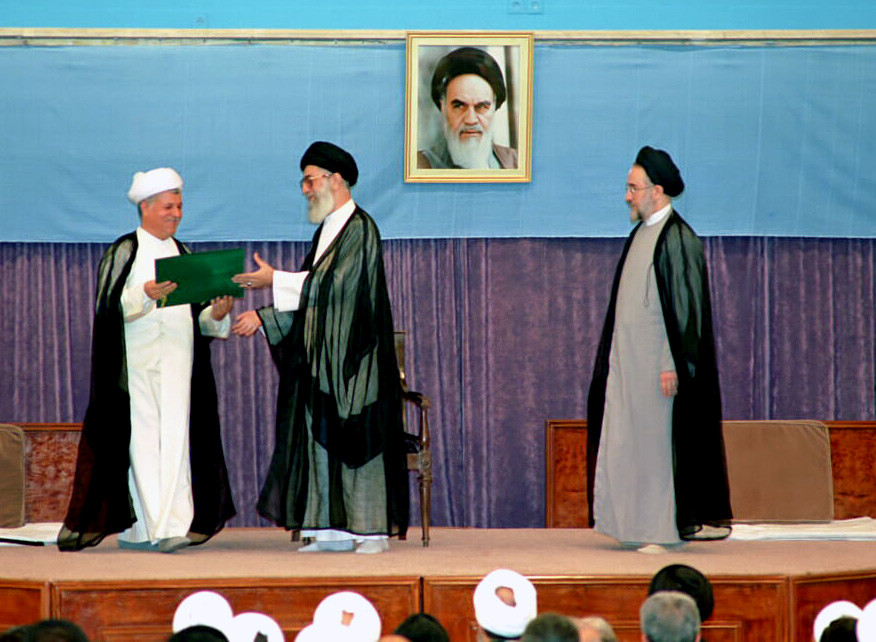
Mohammad Chatami

- Auckland/Neuseeland: Die Stadt auf der Nordinsel feiert die Eröffnung ihres 328 m hohen neuen Wahrzeichens Sky Tower. Er ist der größte Fernsehturm südlich des Äquators.[2]
- Teheran/Iran: Der Geistliche Mohammad Chatami wird als fünfter Präsident der Islamischen Republik Iran eingeführt. In seiner Antrittsrede ruft er zu weltweiter „friedlicher Koexistenz“ auf, es gäbe allerdings „überhebliche große Länder“, die er als Gegner betrachte. Diese Botschaft richtet sich v. a. an die politischen Führungspersonen in Israel und in den Vereinigten Staaten.[3]

### Montag, 4. August 1997
- Arles/Frankreich: Jeanne Calment, der bisher vielleicht älteste Mensch in der Geschichte der Menschheit, stirbt in der Stadt Arles in der Region Provence-Alpes-Côte d’Azur. Sie hatte in Arles 122 Jahre und 164 Tage vor dem heutigen Tag das Licht der Welt erblickt.[4]

### Mittwoch, 6. August 1997

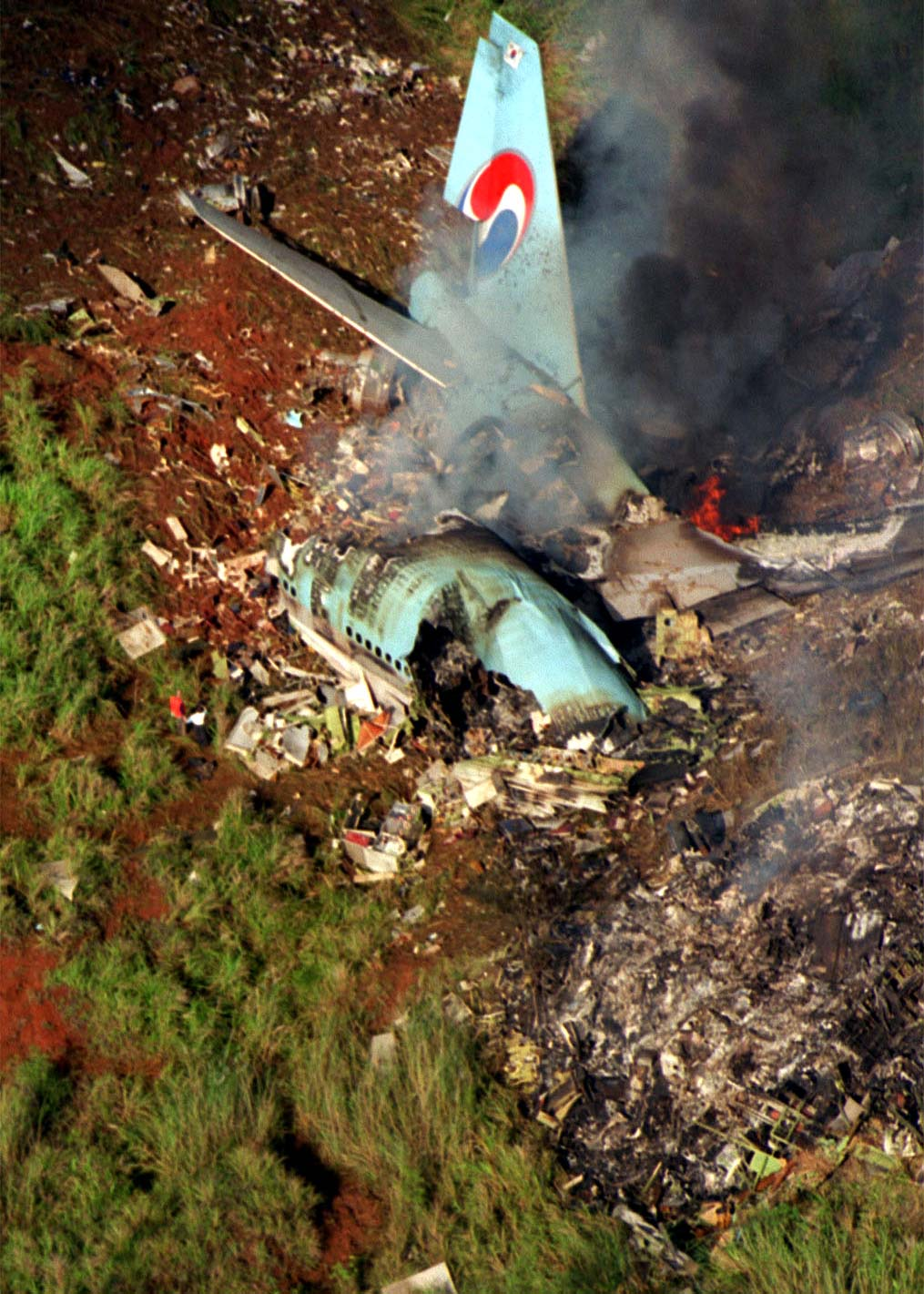
Boeing 747 der Korean Air am Nimitz Hill

- Asan/Guam: Ein Flugzeug vom Typ Boeing 747 der Fluggesellschaft Korean Air zerschellt nach dem Ausfall des Instrumentenlandesystems auf dem Flughafen Guam-Agana International bei schlechtem Wetter am Berg Nimitz, wenige Kilometer entfernt von seinem Ziel. Von den 254 Menschen an Bord sterben 228.[5]
- Boston/Vereinigte Staaten: Auf der Veranstaltung Macworld präsentiert der von der Insolvenz bedrohte Hard- und Softwarehersteller Apple, Inc., auf der Show-Bühne seinen neuen Mitarbeiter Steve Jobs. Dieser war 1976 einer der drei Gründer des Unternehmens und verließ es 1985 wegen unterschiedlichen Meinungen zur Produktentwicklung. Jobs verfolgt das Ziel, dass Apple und der Hard- und Softwarehersteller Microsoft Corp. als Partner agieren.[6][7]

### Freitag, 8. August 1997
- Gibraltar: Im Überseegebiet des Vereinigten Königreichs auf der Iberischen Halbinsel wird die Ibrahim-al-Ibrahim-Moschee eingeweiht. Sie ist ein Geschenk des saudi-arabischen Königs Fahd ibn Abd al-Aziz.[8]

### Sonntag, 10. August 1997
- Washington, D.C./Vereinigte Staaten: Das Außenministerium veröffentlicht eine Liste mit 30 ausländischen Organisationen, die es als terroristisch einstuft. Am stärksten vertreten ist dabei der Terrorismus aus vorgeblich religiöser Notwendigkeit in Ländern der Islamischen Welt.[9]

### Montag, 11. August 1997
- Tokio/Japan: Der Internationale Währungsfonds, die Asiatische Entwicklungsbank, die Weltbank und verschiedene Gläubigerstaaten Thailands suchen auf einem Sondertreffen nach einer Lösung für die thailändische Liquiditätskrise. Die Forderungen der versammelten Gläubiger belaufen sich auf rund 13 Milliarden US-Dollar. Nachdem Thailand eine Absichtserklärung zur Änderung seiner Wirtschaftspolitik ankündigt, stellt der IWF dem Land im Gegenzug einen Beistandskredit in Aussicht.[10]

### Dienstag, 19. August 1997
- Sandy Springs/Vereinigte Staaten: Der Kurier-Express-Paket-Dienst United Parcel Service (UPS) verspricht der Gewerkschaft Teamsters nach 15-tägiger Arbeitsniederlegung seitens der UPS-Belegschaft den Aufbau weiterer Vollzeitstellen. Ausgangspunkt des Streiks war, dass UPS weniger als 50 % seiner Fahrer in Vollzeit beschäftigt und immer mehr Fahrer als Subunternehmer unter Vertrag nahm. Viele Kunden wechselten während des Streiks zu konkurrierenden Unternehmen von UPS.[11]

### Montag, 25. August 1997
- Berlin/Deutschland: Das Landgericht verurteilt drei Männer wegen Totschlags an der innerdeutschen Grenze zwischen 1984 und 1989. Laut Urteil gaben die Verurteilten Egon Krenz in vier Fällen und Günter Schabowski sowie Günther Kleiber in jeweils drei Fällen als Mitglieder des Politbüros der in der DDR regierenden Sozialistischen Einheitspartei Deutschlands durch ihre politischen Leitlinien die Anweisung zum Totschlag und machten sich damit zu mittelbaren Tätern.[12]

### Donnerstag, 28. August 1997
- Sidi Moussa/Algerien: In dem Vorort der Hauptstadt Algier verüben Gegner der Regierung unter Ahmed Ouyahia und des Präsidenten Liamine Zéroual ein Massaker an der Dorfbevölkerung. Die Zahl der Todesopfer wird mit circa 300 angegeben, die der Verletzten mit circa 200.[13]

### Freitag, 29. August 1997
- Moskau/Russland: Die Staatsoberhäupter von Russland und Armenien unterzeichnen einen Vertrag über Freundschaft, Kooperation und gegenseitige Unterstützung. Das bedeutet, dass die Streitkräfte Russlands Armenien verteidigen werden, falls dessen Territorium angegriffen würde. Bei einem Angriff auf Russland ist Armenien ebenfalls zu militärischem Beistand verpflichtet.[14]
- Rais/Algerien: Eines der verhängnisvollsten Massaker der jüngeren Geschichte ereignet sich In dem nordafrikanischen Land in der Provinz Algier. Nach Regierungsangaben sterben binnen einer Nacht 238 Dorfbewohner, kurz nachdem das Dorf seine Versorgungsleistungen für radikalisierte islamistische Kämpfer einstellte. Zwar befinden sich Einheiten der Streitkräfte Algeriens in der Nähe und sind alarmiert, doch sie leisten keine Hilfe.[15]
- Scotts Valley/Vereinigte Staaten: Die Unternehmer Marc Randolph und Reed Hastings gründen die Netflix, Inc. zum Verleih von Kino- und Fernsehproduktionen auf DVD.[16]

### Sonntag, 31. August 1997
- Paris/Frankreich: Ein schwarzer Mercedes S 280 prallt 0.25 Uhr im Alma-Tunnel mit sehr hoher Geschwindigkeit gegen einen Pfeiler. Einige der Fotografen, von denen sich das Auto absetzen wollte, machen Aufnahmen von den schwerverletzten Körpern der drei Insassen, v. a. von Diana, Princess of Wales, der geschiedenen Ehefrau des Thronfolgers der Britischen Monarchie, die später am Tag verstirbt. An ihrer Seite war ihr Lebensgefährte Dodi Al-Fayed. Er stirbt ebenfalls.[17]